# Frédéric Engelhorn
 (octobre 2018).
Si vous disposez d'ouvrages ou d'articles de référence ou si vous connaissez des sites web de qualité traitant du thème abordé ici, merci de compléter l'article en donnant les références utiles à sa vérifiabilité et en les liant à la section « Notes et références ».
Pour les articles homonymes, voir Engelhorn.
Frédéric Engelhorn (en allemand : Friedrich Engelhorn), né le 17 juillet 1821 à Mannheim (Bade) et mort le 11 mars 1902 dans la même ville, est un industriel allemand, fondateur de la BASF en 1865.

## Carrière
Friedrich Engelhorn est né le 17 juillet 1821 à Mannheim dans le grand-duché de Bade, où son père était maître de brasserie et propriétaire d'un pub. À l'âge de neuf ans, il fut envoyé au lycée local, mais le quitta quatre ans plus tard et entreprit un apprentissage pour devenir orfèvre. Après le voyage traditionnel qui le conduisit à Mayence, Francfort, Munich, Vienne, Genève, Lyon et Paris, Engelhorn ouvrit en 1847 une boutique d’orfèvre dans sa ville natale.
Après la révolution de 1848, son entreprise commença à souffrir de problèmes économiques. Alors Engelhorn créa une usine à gaz privée à Mannheim. Il produisait et vendait du gaz en bouteille, utilisé pour l'éclairage de pubs et d'ateliers. Trois ans plus tard, Engelhorn devint locataire de l’usine à gaz publique et commença à illuminer les rues de la ville.
En tant que directeur de BASF, lors de la production de gaz à partir de charbon, il restait de grandes quantités de goudron en tant que sous-produit. En 1856, William Perkin découvrit que le goudron pouvait être utilisé pour fabriquer des colorants synthétiques à partir de l'aniline. Engelhorn a rapidement reconnu les opportunités que la découverte de Perkin pourrait avoir pour son propre commerce et a fondé une petite usine d’aniline et de colorants située non loin de l’usine à gaz de Mannheim. En 1861, il commença à produire de la fuchsine.

## Nom de l'entrepriseBASF
À l'usine BASF à Ludwigshafen en 1866, quatre ans plus tard, Engelhorn souhaitait élargir son engagement dans l'industrie chimique et, avec plusieurs partenaires, il fonda le 6 avril 1865, la B.A.S.F. Badische Anilin & Soda-Fabrik (« Fabrique d'aniline et de soude de Bade » en français). Mais les hommes d'affaires eurent du mal à trouver un site pour leur nouvelle entreprise. Au début, ils voulaient acheter un terrain à Mannheim, mais leur offre avait échoué à cause du conseil municipal, qui n'était pas disposé à vendre un terrain pour la nouvelle usine. Le lendemain de sa décision, Engelhorn, devenu directeur commercial de la société, se rendit à Ludwigshafen, un pays voisin, et y acheta du terrain.
La nouvelle entreprise remporta un vif succès et devint rapidement une importante entreprise de produits chimiques. Deux ans après sa fondation, BASF employait déjà plus de 300 travailleurs. Il ne lui fallut que quelques années avant que les premiers pas vers une multinationale soient faits. En 1873, un bureau de vente est créé à New York. Trois ans plus tard, un site de production dans la région de Moscou, est ouvert et en 1878, une usine française de Neuville-sur-Saône est reprise.
Depuis le début, BASF était engagée dans la recherche chimique. Au nom de Friedrich Engelhorn, en 1868, l’entreprise nomma le chimiste Heinrich Caro premier chef de son laboratoire. En collaboration avec le professeur Carl Graebe et Carl Liebermann de l'Université de Berlin, le premier colorant synthétique, l'alizarine, a été découvert. Finalement, en 1869, la découverte révolutionnaire fut brevetée en Prusse, en France et en Angleterre.
Des années plus tard, après des disputes avec ses partenaires, Engelhorn passa de la direction au conseil de surveillance de BASF en 1884 et quitta la société un an plus tard. En 1883, il avait déjà acheté la société médicale ’’ Boehringer und Söhne ’’ à Mannheim. La même année, son fils aîné prend la tête de cette usine.
Engelhorn était également membre du conseil de surveillance d’autres sociétés comme la «Deutsche Zelluloidfabrik» (Celluloidfactory allemande) à Eilenburg en Saxe.
Le 11 mars 1902, Friedrich Engelhorn décède en chrétien catholique à Mannheim.
En 1957, le nouveau département commercial de BASF, haut de 101 mètres et emblématique du site de Ludwigshafen, porte son nom.